# Wapen van Idsegahuizum

Wapen van Idsegahuizum

Het wapen van Idsegahuizum is het dorpswapen van het Nederlandse dorp Idsegahuizum, in de Friese gemeente Súdwest-Fryslân. Het wapen werd in 1969 geregistreerd.

## Beschrijving
De blazoenering van het wapen in het Fries luidt als volgt:
Lofts-skean yn trijen dield fan blau, swart en goud, en yn it swart in gouden lofts-skean stelde biblêdde nôtier.
De Nederlandse vertaling luidt als volgt: 
Linkschuin in drieën gedeeld van blauw, zwart en goud, en in het zwart een gouden linksschuin gestelde bebladerde korenaar.
De heraldische kleuren zijn: azuur (blauw), sabel (zwart) en goud (goud).

## Symboliek
- Korenaar: verwijst naar de landbouw als belangrijk bestaansmiddel.[2]

## Zie ook

Vlag van Idsegahuizum